# William Child-Villiers (10e comte de Jersey)
Pour les articles homonymes, voir Villiers.
George Francis William Child-Villiers, 10e comte de Jersey (né le 5 février 1976), connu professionnellement sous le nom de William Villiers, est un noble britannique et pair de la famille Villiers. Il est un ancien producteur de films, acteur et écrivain. Il est actuellement directeur de la propriété intellectuelle pour HandMade Films.

## Éducation et carrière
Il est le fils aîné du guitariste George Child-Villiers, vicomte Villiers et de sa deuxième épouse, Sacha Valpy, et fait ses études à St. Michael's School, Jersey, jusqu'à l'âge de 8 ans, puis à Mount House School, Tavistock, Devon ; École Canford, Wimborne, Dorset; Nene College (aujourd'hui Northampton University); et la Birmingham School of Speech and Drama. À la mort de son père le 19 mars 1998, il est brièvement titré vicomte Grandison (selon la tradition familiale selon laquelle chaque héritier est tour à tour titré vicomte Villiers puis vicomte Grandison). Il succède à son grand-père George Child Villiers (9e comte de Jersey) en tant que 10e comte de Jersey en août de la même année et prend son siège à la Chambre des lords en 1999, peu avant la réforme de la Chambre.
En 2007, le comte de Jersey met en vente la maison familiale, Radier Manor, ainsi que plusieurs propriétés et environ 70 acres (28,32799494 ha) de terrain à Jersey avec un prix de vente de 12,5 £ million .

## Mariage et descendance
Le 16 août 2003, le comte de Jersey épouse Marianne Simonne de Guelle, fille de Peter et Jeannette de Guelle, à St Martin de Grouville, Jersey. Ils ont quatre enfants:
1. Mia Adriana Marie Rose Child-Villiers (née le 28 décembre 2006)
2. Amelie Natasha Sophia Child-Villiers (née le 14 avril 2008)
3. Evangeline Antonia Adela Child-Villiers (née le 9 février 2011)
4. George Henry William Child-Villiers, vicomte de Villiers (né le 1er septembre 2015).

Il est le cousin de l'acteur Bart Ruspoli (en).

## Filmographie
- Jack Says (2008) Producteur exécutif (terminé)
- Londres: la plus grande ville (2004) (TV). . . . Ben Johnsson
- Four (2002) (TV). . . . Brett et aussi écrivain et producteur de télévision
- La longue nuit (2002) ( V ). . . . Geoffrey et également producteur exécutif